# TCN (방송국)
TCN은 대한민국의 대구광역시 달서구, 달성군 지역을 맡아 운영하고 있는 종합 유선 방송국이다. 
TCN은 Daegu Cable Networks의 약자이며 1992년 설립되었다. CATV 관련 방송사업과 인터넷 서비스, 문화사업 등의 사업을 진행하고 있다.
2013년 10월 7일, SK브로드밴드에 인수되어 SK브로드밴드 대구TCN방송이 되었다.

## 프로그램
- CH5 뉴스
- TCN 뉴스 퍼레이드
- TCN 뉴스와이드
- TCN 뉴스와이드+
- 에듀뉴스
- TCN기획특집
- TV넘버원 동네가 우리는 간다
- 우리TV 생방송 캠핑TCN
- 보도특집
- 한기웅의 현장을달린다
- 지역발견 창
- 문화사랑방
- (대구)나는 신입이다
- (대구)대구로 말할 것 같으면

## 같이 보기
- SK브로드밴드